# Југословенска народна армија
Југословенска народна армија (ЈНА; мкд. Југословенска народна армија (ЈНА), хрв. Jugoslavenska narodna armija (JNA), словен. Jugoslovanska ljudska armada (JLA)) је била главна оружана сила Социјалистичке Федеративне Републике Југославије од 1945. до 1992. године. Настала је 1. марта 1945. године реорганизацијом Народноослободилачке војске и партизанских одреда Југославије (НОВ и ПОЈ) у Југословенску армију (ЈА). Године 1951. име јој је промењено у Југословенска народна армија и то име је носила све до распада СФРЈ, када је 20. маја 1992. године реорганизована и преименована у Војску Југославије. До 1980. године Врховни командант ЈНА је био маршал Југославије Јосип Броз Тито, а после његове смрти ту функцију је преузело Председништво СФРЈ, односно председник Председништва.

## Историја

### Оснивање ЈНА
Југословенска народна армија настала је 1. марта 1945. године, када су одлуком Врховног команданта НОВ и ПОЈ Маршала Југославије Јосипа Броза Тита Народноослободилачка војска и партизански одреди Југославије реорганизовани и преименовани у Југословенску армију (скраћено ЈА) (мкд. Југословенска армија — ЈА; словен. Jugoslovanska armada — JA). Она је тада представљала оружану снагу Демократске Федеративне Југославије, а 29. новембра 1945. године после проглашења Федеративне Народне Републике Југославије постала је оружана сила ФНРЈ.
Стварање ове оружне силе текло је постепено током Народноослободилачке борбе, од 1941. до 1945. године. У току лета 1941. године, након напада Нацистичке Немачке на СССР, КПЈ је започела формирање првих партизанских одреда, а 21. децембра 1941. године формирана и прва партизанска бригада — Прва пролетерска ударна бригада. Јануара 1942. године поред дотадашњих партизанских одреда, у оквиру Народноослободилачког покрета Југославије створена је и Добровољачка војска. Новембра 1942. године од Добровољачке војске и партизанских одреда је формирана Народноослободилачка војска Југославије, која је представљала оружану силу Народноослободилачког покрета. Ова војска је тек лета 1943. године, после двогодишње борбе, била призната од Савезника и постала део Антифашистичке коалиције.
У почетку, она је у свом саставу имала само копнену војску (углавном пешадију), док су остали видови војске касније развијали. Наоружање којим је располагала је углавном било разнолико — мањи део од југословенске краљевске војске и део заробљен од немачко-италијанских и мађарско-бугарских окупатора. У стварању и наоружавању војске велику улогу су имали Савезници — Енглези у стварању ваздухопловних јединица и Совјети у стварању оклопних и тенковских јединица. На крају Другог светског рата Народноослободилачка војска, односно Југословенска армија имала је у свом саставу 800.000 мобилисаних бораца.
На десетогодишњицу формирања Прве пролетерске ударне бригаде, децембра 1951. године Југословенска армија је преименована у Југословенску народну армију.

### Укидање
Југословенска народна армија је званично нестала 20. маја 1992. године проглашењем Војске Југославије као оружане силе Савезне Републике Југославије. Од јединица Југословенске народне армије који су остали у Босни и Херцеговини настала је Војска Републике Српске и армија БиХ, а од јединица у Хрватској Српска Војска Крајине и Оружане снаге Репунлике Хрватске.

## Организација Савеза комуниста у ЈНА
ЈНА је у свом саставу имала Организацију Савеза комуниста у Југословенској народној армији (скраћено: Организација СК у ЈНА и ОСК у ЈНА) као бсаставни део Савеза комуниста Југославије (СКЈ) у оквиру које су се посебно организовали припадници Југословенске народне армије (ЈНА). Као самостална организација унутар Савеза комуниста постојала је од 1969. до 1990, а пре тога политичким радом у ЈНА руководио је Централни комитет СКЈ преко Опуномоћства за организацију СК у ЈНА, која је формирана фебруара 1949. као Опуномоћство ЦК КПЈ за ЈА. Распуштена је у складу са одлуком о деполитизацији ЈНА, на својој Десетој конференцији одржаној 17. децембра 1990. у Београду, претходно формиравши 19. новембра 1990. политичку партију Савез комуниста — Покрет за Југославију, у коју је прешао највећи део чластва и која се прогласила за политичког и правног наследника СКЈ. Касније је је из ове организацје настала Југословенска уружена левица на челу са Мирјаном Марковић.

## Организација
ЈНА се састојала од видова, родова и служби. Видови су били: копнена војска, ратно ваздухопловство и противваздушна одбрана и ратна морнарица. Родови су били: пешадија, артиљерија, артиљеријски-ракетне јединице противваздушне одбране (у сва три вида ЈНА), оклопне јединице, инжењерија, АБХ одбрана, веза и граничне јединице. Службе у ЈНА биле су: техничка служба, грађевинска служба, интендантска служба, саобраћајна служба, ваздухопловно-техничка служба, органи безбедности и војна полиција, санитетска служба, ветеринарска служба, финансијска служба, административна служба, правна служба, геодетска служба, музичка служба и информатика у ОС. Крајем 80-их година ВОЈИН (Ваздушно осматрање, јављање и навођење) постао је род војске.
Војна обавеза у ЈНА била је општа. Састојала се од регрутне обавезе, обавезе служења војног рока, и служења у резервном саставу.
У социјалистичкој Југославији постојао је систем општенародне одбране и друштвене самозаштите, па је тако ЈНА била „заједничка оружана сила свих народа и народности и свих радних људи и грађана СФРЈ”. Припадником оружаних снага сматрао се сваки грађанин „који са оружјем у руци учествује у отпору против нападача”. Служење војног рока у ЈНА трајало је годину дана.

### Копнена војска
Копнена војска (КоВ) је по бројности била највећи вид ЈНА. Имала је око 140.000 активних војника (укључујући 90.000 регрута), а могла је у ратним околностима да мобилизује преко милион резервиста. Резервне снаге су биле организоване по републичким линијама у снаге Територијалне одбране и у ратним приликама биле би потчињене Врховној команди ЈНА као интегрални део одбрамбеног система. Територијалну одбрану чинили су бивши регрути који су повремено позивани на војне вежбе.

#### Тенковске и оклопне бригаде
Тенковске бригаде ЈНА су се састојале из два или три батаљона. Користиле су око 1000 совјетских тенкова Т-54 и Т-55, 70 совјетских Т-72, око 450 југословенских М-84 и неколико америчких М-47 тенкова. Тенковске јединице су биле најзастарелији део ЈНА. Тенкови Т-54/Т-55 су били главни тенкови током 1960-их. Домаћи тенкови М-84 (побољшане верзије совјетских тенкова Т-72 израђивани под лиценцом у Југославији) су испоручени ЈНА крајем 1970-их и 1980-их. ЈНА је такође имала резерве старих совјетских Т-34-85 и америчких Шерман тенкова из Другог светског рата.
ЈНА је имала више од 400 борбених возила пешадије М80, 500 возила БВП М-80А и 300 оклопних транспортера који су се производили у Југославији. Пешадија је користила више од 200 совјетских оклопних транспортера БТР-152, БТР-40 и БТР-50 који су купљени током 1960-их и 1970-их. Имала је и 100 М-3А1 полугусеничара који су произведени у Сједињеним Државама и мали број нових румунских ТАБ-72 (варијанта БТР-60) оклопних транспортера. Оклопна возила за извиђање су бројала неколико старијих совјетских БТР-40, нових БРДМ-2 и БТР-60 модела и домаћа БОВ и М-8 возила.

#### Артиљеријске јединице
Артиљерија ЈНА је била опремљена совјетским, америчким и домаћим системима. Од артиљерије совјетског порекла у ЈНА налазило се приближно 1000 вучених хаубица калибра 122 mm, топови калибра 130 mm, хаубице/топови од 152 mm и хаубице калибра 155 mm. У артиљеријским батеријама налазило се око 700 старијих америчких вучених топова од 105 и 155 mm и домаћи модели М-65. Вучена артиљерија је била врло важна за операције у планинским крајевима Југославије.
Артиљерија је користила совјетске самоходне топове од 100 mm и 122 mm и југословенске самоходне топове М-7 од 105 mm, као и преко 6.000 минобацача од 82 и 120 mm, укључујући и минобацаче монтиране на варијанту М-60ПБ стандардног оклопног транспортера.
Артиљерија ЈНА је користила неколико ракетних система укључујући 160 YMRL-32 и М-63 вишецевних бацача ракета. Арсенал ЈНА је укључивао четири лансера невођених совјетских ракета земља-земља ФРОГ-7 домета 100 km. Први овакав систем је инсталиран 1967.

#### Против-тенковске јединице
Против-тенковске јединице ЈНА су користиле вучене против-тенковске топове, бестрзајне цеви и совјетске против-тенковске вођене ракете. Од против-тенковских топова користили су се модели од 75, 90 и 100 mm.
Бестрзајне цеви су се израђивале у Југославији и користили су се модели од 57, 82 и 105 mm. Цеви од 82 mm могле су се монтирати на оклопне транспортере М-60ПБ.
Против-тенковске вођене ракете АТ-1 и АТ-3 су били совјетске производње. Коришћене су и против тенкова и пешадије, али због раније производње ефикасност против напреднијих оклопних јединица је била несигурна. Возило БОВ-1 се могло опремити са 6 АТ-3 лансера како би служило као изузетно покретна против-тенковска платформа.

#### Против-ваздушна одбрана
Веће јединице ЈНА су имале значајну против-ваздушну пратњу, чији је циљ био да штити велике концентрације војске од непријатељских ваздушних напада. Копнена војска је имала четири батерија са ракетама земља-ваздух и 11 пукова против-авионске артиљерије. Ракетне јединице су користиле совјетске ракете СА-6, СА-7, СА-9, СА-13, СА-14 и СА-16. Системи кратког домета су такође коришћени у пешадији.
Против-авионска артиљерија је користила преко 5000 система. Од самоходних проти-авионски топова коришћени су совјетски двоструки системи ЗСУ-57-2 од 57 mm и домаћи троструки системи БОВ-3 од 20 mm и двоструки БОВ-30 од 30 mm. Велики број вучене против-авионске артиљерије је такође био у арсеналу ЈНА, домаћег и страног порекла.

#### Приобалска артиљерија
Приобалска артиљерија је користила и ракете земља-земља и топове. Користила је системе СС-Ц-3 пројектоване у Совјетском Савезу, и против-бродске ракете Бром које су се монтирале на камионе.

### Југословенска ратна морнарица
Југословенска ратна морнарица (скраћено ЈРМ), била је вид ЈНА чија је сврха била да штити суверенитет и територијални интегритет СФРЈ самостално и у сарадњи с осталим видовима и родовима оружаних снага СФРЈ на Јадрану, пловним рекама и језерима.
Њезини основни задаци били су одбрана обале, острва и обалног мора, пловних река и језера, подршка снагама копнене војске и територијалне одбране у борбеним дејствовањима дуж обалног појаса и речних токова, одржавање превласти у властитом обалном мору и спречавање агресора да је успостави на Јадрану.

Престала је да постоји 1992. године, укидањем СФРЈ, односно проглашењем Савезне Републике Југославије. Србија и Црна Гора су успоставиле Ратну морнарицу СРЈ, док је Хрватска задржала само мањи део пловила и на основу тога формирала Хрватску ратну морнарицу.
- Школски брод Јадран
- ВПБР Сплит (од 1990. Београд)

### Ратно ваздухопловство и противваздушна одбрана
Ратно ваздухопловство и противваздушна одбрана (скраћено РВиПВО), било је један од три вида ЈНА, намењено за заштиту и превласт у ваздушном простору, као и за подршку копненим и укупним оружаним снагама СФРЈ. Формално је основано 21. маја 1942. године, у току Народноослободилачке борбе, а са распадом Југославије, нестало је у изворном облику и трансформисало се у нова, 1992. године, по новоствореним државама.
У периоду 1945—1992. године, Ратно ваздухопловство и противваздушна одбрана (РВиПВО) развијало се у складу са концептом развоја ЈНА, у духу савремене ваздухоплове научне мисли и технолошког развоја у свету. Истовремено, развијани су и усавршавани властити кадар, високо школство и доктрина примене РВиПВО у савременим условима. Ослонац на властите снаге је имао приоритет, те су реализовани резултати у развоју снажног РВиПВО, са јаком сопственом технолошком базом, о чему сведочи и извоз око 200 примерака војних авиона из властитог развоја и производње.
У току Другог светског рата, главни задатак РВ, био је борба против окупатора и њихових сарадника, за ослобођење земље и за успостављање друштвеног поретка, пројектованог од Комунистичке партије Југославије. Непосредно по завршетку рата, задаци су се свели на очување успостављеног поретка и заштиту од иностране интервенције.

## Чинови
У ЈНА су постојали следећи чинови и делили су се на:
- чинове војника, морнара и питомаца средњих војних школа:

разводник, десетар и млађи водник
- чинове питомаца школа за резервне официре:

разводник, десетар, млађи водник и водник
- чинове питомаца школа за активне официре:

разводник, десетар, млађи водник, водник и водник прве класе
- чинове подофицира:

водник, водник прве класе, старији водник, старији водник прве класе, заставник и заставник прве класе
- чинове официра:

потпоручник, поручник / поручник корвете, капетан / поручник фрегате, капетан прве класе / поручник бојног брода, мајор / капетан корвете, потпуковник / капетан фрегате, пуковник / капетан бојног брода
- чинове генерала и адмирала:

генерал-мајор / контраадмирал, генерал-потпуковник / вицеадмирал, генерал-пуковник / адмирал, генерал армије / адмирал флоте и генерал
И пре распада Југославије неки од чинова се нису употребљавали то су:
- Генерал (уведен 1955. а укинут 1974, предвиђен као највиши чин који би био додељиван заменику врховног команданта али нико није био унапређен у овај чин, једина особа која је предлагана за унапређење у овај чин је био Иван Гошњак док је био на функцији заменика врховног команданта Оружаних снага СФРЈ.)
- Маршал Југославије (представљао звање а третиран као највиши војни чин и припадао само Јосипу Брозу Титу, престао да важи 1980)

## Примеран војник
У ЈНА се додељивала диплома 'примерним војницима', тј. онима који су се током служења војног рока значајно истакли у развијању другарства,братства и јединства, и савладавању војне обуке.
- Ордени и медаље СФРЈ

## Значајни датуми (празници) Југословенске народне армије[1]
- 22. децембар — Дан ЈНА

### Дани видова ЈНА
- 22. децембар — Дан КоВ
- 21. мај — Дан РВиПВО;
- 10. септембар — Дан РМ, поморства и речног бродарства СФРЈ;

### Дани родова ЈНА
- 7. март — Дан рода инжињерије;
- 21. мај — Дан рода авијације;
- 10. септембар — Дан поморства;
- 22. децембар — Дан рода пешадије;
- 10. новембар — Дан рода Артиљеријско-ракетних јединица ПВО;
- 26. септембар — Дан рода везе;
- 7. октобар — Дан рода артиљерије;
- 20. јул — Дан рода АБХО;
- 16. јул — Дан рода оклопно-механизованих јединица;
- 15. август — Дан граничних јединица;

## Укидање
ЈНА је званично укинута 20. маја 1992. године проглашењем Војске Југославије као оружане силе Савезне Републике Југославије.